# Садовый сельсовет (Оренбургская область)
Садовый сельсовет — сельское поселение в Переволоцком районе Оренбургской области Российской Федерации.
Административный центр — посёлок Садовый.

## История
Статус и границы сельского поселения установлены Законом Оренбургской области от 2 сентября 2004 года № 1424/211-III-ОЗ «О наделении муниципальных образований Оренбургской области статусом муниципального района, городского округа, городского поселения, установлении и изменении границ муниципальных образований».

## Население
| 2010 | 2012  | 2013  | 2014  | 2015  | 2016  | 2017  |
| ---- | ----- | ----- | ----- | ----- | ----- | ----- |
| 1126 | ↘1120 | ↘1090 | ↘1062 | ↘1034 | ↘1019 | ↘1008 |
| 2018 | 2019  | 2020  | 2021  |       |       |       |
| ↘987 | ↘977  | ↘966  | ↘960  |       |       |       |

## Состав сельского поселения
| № | Населённый пункт | Тип населённого пункта          | Население |
| - | ---------------- | ------------------------------- | --------- |
| 1 | Алексеевка       | село                            | 218       |
| 2 | Вязовка          | хутор                           | 16        |
| 3 | Садовый          | посёлок, административный центр | 650       |
| 4 | Южный            | хутор                           | 242       |